# Hjørring–Hørby Jernbane
| Die Streckenführung der Bahn |                      |                                                         |                                                         |
| Lage der Hjørring–Hørby Jernbane |                      |                                                         |                                                         |
| Streckenlänge: | 35 km                |                                                         |                                                         |
| Spurweite: | 1435 mm (Normalspur) |                                                         |                                                         |
| Maximale Neigung: | 10 ‰                 |                                                         |                                                         |
| Streckengeschwindigkeit: | 45 km/h              |                                                         |                                                         |
| |                      |                                                         |                                                         |
| \| \| \| Bahnstrecke Hjørring–Hirtshals von Hirtshals \| \| \| \| \| \| \| \| \| 3,2 \| Herregårdsparken \| Herregårdsparken \| \| \| \| Hjørring–Løkken–Aabybro Jernbane von Løkken (ab 1942) \| \| \| \| 1,6 \| Teglgårdsvej \| Teglgårdsvej \| \| \| \| zur Werkstatt \| \| \| \| 0,5 \| Kvægtorvet \| Kvægtorvet \| \| \| \| Hjørring–Løkken–Aabybro Jernbane von Løkken (bis 1942) \| \| \| \| 0,0 \| Hjørring Vestbanegård \| Hjørring Vestbanegård \| \| \| \| Bahnstrecke Frederikshavn–Aalborg von Frederikshavn \| \| \| \| 0,0 \| Hjørring \| Hjørring \| \| \| \| Bahnstrecke Frederikshavn–Aalborg nach Aalborg \| \| \| \| \| \| \| \| \| \| \| \| \| \| \| Fuglsig (1930 bis Mitte der 1940er Jahre) \| \| \| \| 6,7 \| Ilbro (Ladegleis 91 m) \| Ilbro (Ladegleis 91 m) \| \| \| 8,9 \| Lørslev (Ladegleis 95 m) \| Lørslev (Ladegleis 95 m) \| \| \| 11,6 \| Bøjholm (urspr. besetzte Agentur, ab 1920 Hst.) \| Bøjholm (urspr. besetzte Agentur, ab 1920 Hst.) \| \| \| 14,0 \| Tårs (Kreuzungsgleis 205 m, Ladegleis 93 m) \| Tårs (Kreuzungsgleis 205 m, Ladegleis 93 m) \| \| \| \| Bjørnstrup (ab 1925) \| \| \| \| 17,8 \| Tranget (Ladegleis 92 m) \| Tranget (Ladegleis 92 m) \| \| \| 20,8 \| Sæsing (Ladegleis 107 m) \| Sæsing (Ladegleis 107 m) \| \| \| 22,5 \| Dalvang (ab 1933) \| Dalvang (ab 1933) \| \| \| \| Bahnstrecke Vodskov–Østervrå von Vodskov \| \| \| \| 24,8 \| Østervrå (Kreuzungsgleis 173 m, Ladegleis 93 m) \| Østervrå (Kreuzungsgleis 173 m, Ladegleis 93 m) \| \| \| 26,7 \| Lindholm (ab 1928) \| Lindholm (ab 1928) \| \| \| 29,6 \| Thorshøj (Ladegleis 92 m) \| Thorshøj (Ladegleis 92 m) \| \| \| 31,1 \| Tamstrup \| Tamstrup \| \| \| \| Bahnstrecke Fjerritslev–Frederikshavn von Frederikshavn \| \| \| \| 35,0 \| Hørby \| Hørby \| \| \| \| Bahnstrecke Fjerritslev–Frederikshavn nach Fjerritslev \| \| |                      |                                                         |                                                         |
| Strecke |                      | Bahnstrecke Hjørring–Hirtshals von Hirtshals            | Bahnstrecke Hjørring–Hirtshals von Hirtshals            |
| Strecke von links · Abzweig ehemals geradeaus und nach rechts |                      |                                                         |                                                         |
| Haltepunkt / Haltestelle · Strecke (außer Betrieb) | 3,2                  | Herregårdsparken                                        | Herregårdsparken                                        |
| Abzweig geradeaus und ehemals von rechts · Strecke (außer Betrieb) |                      | Hjørring–Løkken–Aabybro Jernbane von Løkken (ab 1942)   | Hjørring–Løkken–Aabybro Jernbane von Løkken (ab 1942)   |
| Haltepunkt / Haltestelle · Strecke (außer Betrieb) | 1,6                  | Teglgårdsvej                                            | Teglgårdsvej                                            |
| Abzweig geradeaus und von rechts · Strecke (außer Betrieb) |                      | zur Werkstatt                                           | zur Werkstatt                                           |
| Haltepunkt / Haltestelle · Strecke (außer Betrieb) | 0,5                  | Kvægtorvet                                              | Kvægtorvet                                              |
| Strecke · Abzweig geradeaus und von rechts (Strecke außer Betrieb) |                      | Hjørring–Løkken–Aabybro Jernbane von Løkken (bis 1942)  | Hjørring–Løkken–Aabybro Jernbane von Løkken (bis 1942)  |
| Strecke · Bahnhof (Strecke außer Betrieb) | 0,0                  | Hjørring Vestbanegård                                   | Hjørring Vestbanegård                                   |
| Strecke · Strecke (außer Betrieb) · Strecke |                      | Bahnstrecke Frederikshavn–Aalborg von Frederikshavn     | Bahnstrecke Frederikshavn–Aalborg von Frederikshavn     |
| Strecke · Strecke (außer Betrieb) · Bahnhof | 0,0                  | Hjørring                                                | Hjørring                                                |
| Strecke · Strecke (außer Betrieb) · Abzweig geradeaus und nach links |                      | Bahnstrecke Frederikshavn–Aalborg nach Aalborg          | Bahnstrecke Frederikshavn–Aalborg nach Aalborg          |
| Strecke · Abzweig ehemals geradeaus und von links · Strecke nach rechts |                      |                                                         |                                                         |
| Strecke nach links · Abzweig ehemals geradeaus und nach rechts |                      |                                                         |                                                         |
| Haltepunkt / Haltestelle (Strecke außer Betrieb) |                      | Fuglsig (1930 bis Mitte der 1940er Jahre)               | Fuglsig (1930 bis Mitte der 1940er Jahre)               |
| Bahnhof (Strecke außer Betrieb) | 6,7                  | Ilbro (Ladegleis 91 m)                                  | Ilbro (Ladegleis 91 m)                                  |
| Bahnhof (Strecke außer Betrieb) | 8,9                  | Lørslev (Ladegleis 95 m)                                | Lørslev (Ladegleis 95 m)                                |
| Haltepunkt / Haltestelle (Strecke außer Betrieb) | 11,6                 | Bøjholm (urspr. besetzte Agentur, ab 1920 Hst.)         | Bøjholm (urspr. besetzte Agentur, ab 1920 Hst.)         |
| Bahnhof (Strecke außer Betrieb) | 14,0                 | Tårs (Kreuzungsgleis 205 m, Ladegleis 93 m)             | Tårs (Kreuzungsgleis 205 m, Ladegleis 93 m)             |
| Haltepunkt / Haltestelle (Strecke außer Betrieb) |                      | Bjørnstrup (ab 1925)                                    | Bjørnstrup (ab 1925)                                    |
| Bahnhof (Strecke außer Betrieb) | 17,8                 | Tranget (Ladegleis 92 m)                                | Tranget (Ladegleis 92 m)                                |
| Bahnhof (Strecke außer Betrieb) | 20,8                 | Sæsing (Ladegleis 107 m)                                | Sæsing (Ladegleis 107 m)                                |
| Haltepunkt / Haltestelle (Strecke außer Betrieb) | 22,5                 | Dalvang (ab 1933)                                       | Dalvang (ab 1933)                                       |
| Abzweig geradeaus und von rechts (Strecke außer Betrieb) |                      | Bahnstrecke Vodskov–Østervrå von Vodskov                | Bahnstrecke Vodskov–Østervrå von Vodskov                |
| Bahnhof (Strecke außer Betrieb) | 24,8                 | Østervrå (Kreuzungsgleis 173 m, Ladegleis 93 m)         | Østervrå (Kreuzungsgleis 173 m, Ladegleis 93 m)         |
| Haltepunkt / Haltestelle (Strecke außer Betrieb) | 26,7                 | Lindholm (ab 1928)                                      | Lindholm (ab 1928)                                      |
| Bahnhof (Strecke außer Betrieb) | 29,6                 | Thorshøj (Ladegleis 92 m)                               | Thorshøj (Ladegleis 92 m)                               |
| Haltepunkt / Haltestelle (Strecke außer Betrieb) | 31,1                 | Tamstrup                                                | Tamstrup                                                |
| Abzweig geradeaus und von links (Strecke außer Betrieb) |                      | Bahnstrecke Fjerritslev–Frederikshavn von Frederikshavn | Bahnstrecke Fjerritslev–Frederikshavn von Frederikshavn |
| Bahnhof (Strecke außer Betrieb) | 35,0                 | Hørby                                                   | Hørby                                                   |
| Strecke (außer Betrieb) |                      | Bahnstrecke Fjerritslev–Frederikshavn nach Fjerritslev  | Bahnstrecke Fjerritslev–Frederikshavn nach Fjerritslev  |

Hjørring–Hørby Jernbane (HH), auch Hørbybanen genannt, war eine private dänische Eisenbahngesellschaft. Sie betrieb eine Bahnstrecke zwischen Hjørring und Hørby in Nordjütland, die 1913 eröffnet wurde.

## Geschichte
Um 1885 wurden die Orte Hjørring, Taars und Østervraa durch eine regelmäßig verkehrende Postkutschenverbindung verbunden. Die Kapazität der Kutsche war sehr gering, es konnten nur Personen und Post mitgenommen werden. Der Warentransport war nicht möglich.
Es wurde erkannt, dass eine Eisenbahn durch die Ortschaften diese besser mit dem Umland verbinden würde, wie Hjorring mit der 1871 eröffneten Staatsbahn Aalborg–Hjørring–Frederikshavn und Hørby mit der 1899 eröffneten Sæbybane. Überlegungen sahen eine Bahnstrecke von Hjørring entweder nach Hørby oder nach Dybvad vor, die Kosten wurden auf  1,25 Millionen dänische Kronen geschätzt.
Diese Streckenvarianten wurden in das Eisenbahngesetz vom 27. Mai 1908 aufgenommen. Am 10. Juni 1911 wurde die Konzession für die Streckenführung nach Hørby erteilt. Der Staatszuschuss betrug 50 % der Baukosten, die am Bauende 1,6 Mio. Kronen betrugen. Die am 7. November 1913 eröffnete Strecke war 35 Kilometer lang und mit Schienen mit einem Metergewicht von 22,5 kg ausgestattet.
Von Anfang arbeitete die Hjørring–Hørby Jernbane mit der Hjørring–Løkken–Aabybro Jernbane zusammen, die vier Monate zuvor eröffnet wurde. Sie hatten eine gemeinsame Verwaltung unter dem gleichen Direktor und nutzten eine Werkstatt und deren Personal. Beide Bahnen nutzten den Bahnhof der Staatsbahn in Hjørring nicht, denn sie hatten mit dem Bahnhof Hjørring Vestbanegård (deutsch Westbahnhof) einen eigenen Ausgangspunkt für ihre Züge.
Vodskov–Østervrå Jernbane wurde 1924 eröffnet und ebenfalls betrieblich in die Gemeinschaft integriert. Mit der 1925 eröffneten Bahnstrecke Hjørring–Hirtshals der Hjørring–Aalbæk Jernbane wurde ebenso verfahren. Damit endeten die Züge von drei Gesellschaften mit Ausnahme der von Vodskov in Hjørring Vestbanegård.
Die vier Unternehmen, die ab 1. April 1939 zur A/S Hjørring Privatbaner (HP) fusionierten, verteilten die entstandenen Kosten nach ihrer jeweiligen Größe. Danach erfolgten große Umbaumaßnahmen im Gleisbereich, nach deren Ende die Züge ab dem 3. Oktober 1942 den Staatsbahnhof nutzten und der Westbahnhof aufgelöst wurde.

## Bahnhöfe

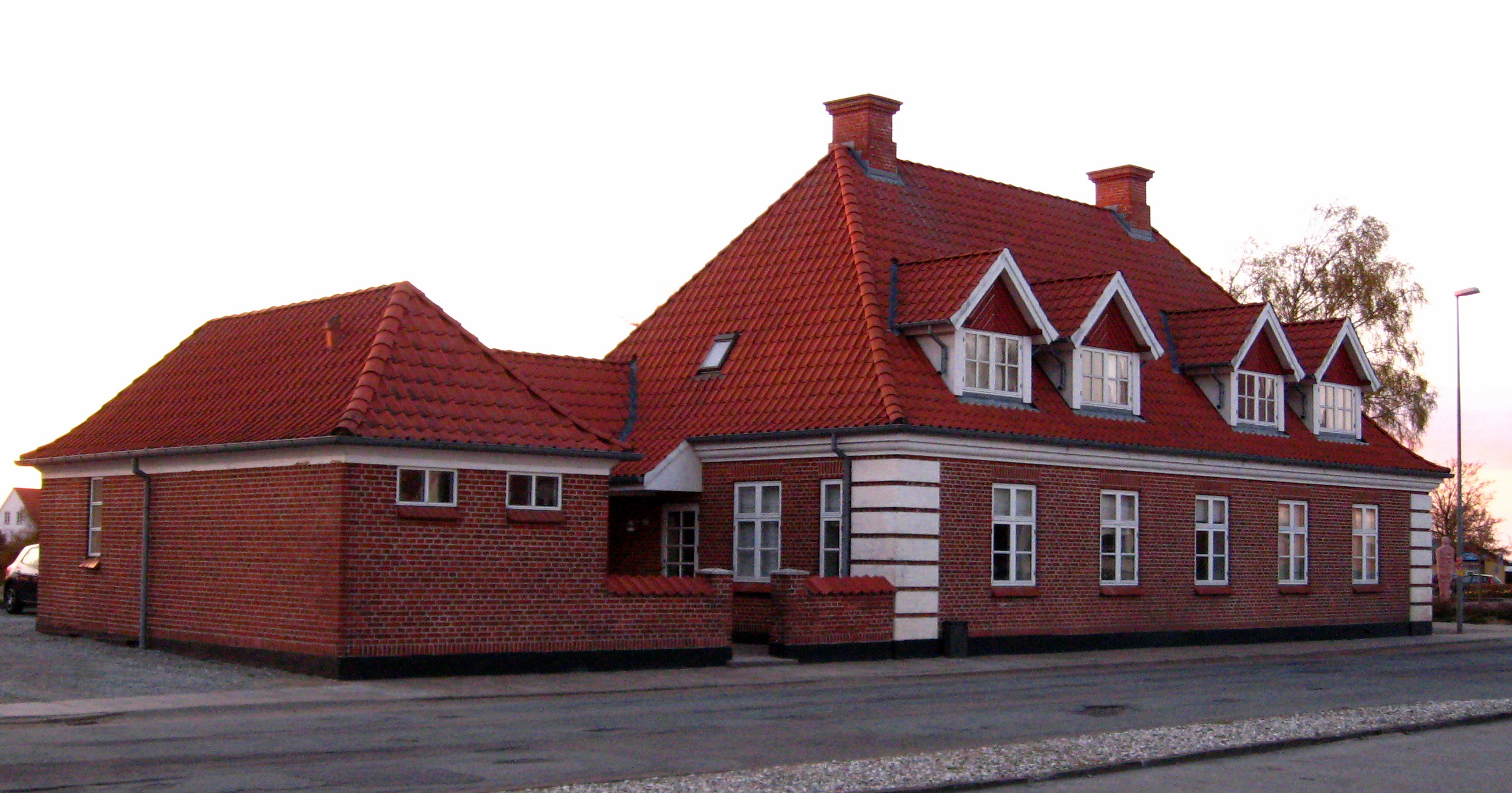
Tårs

- Der Bahnhof in Tars war ab Betriebsaufnahme der übliche Kreuzungsbahnhof und hatte einen Bahnhofsvorsteher.
- Ab 1924 war Østervrå nach der Eröffnung der Vodskov–Østervrå Jernbane Kreuzungsbahnhof, weil hier Anschlüsse bestanden. Der Bahnhof hatte mehrere Kreuzungsgleise und einen dreiständigen Lokschuppen.
- In Hørby bestand Übergang zur Bahnstrecke Fjerritslev–Frederikshavn (Sæbybanen), die die gesamte Expedition der Station abwickelte. Hier waren eine Drehscheibe und ein zweiständiger Lokschuppen mit Wasserversorgung und Übernachtungsmöglichkeiten vorhanden.

## Fahrzeuge
Für den Betrieb wurden drei Dampflokomotiven aus Deutschland beschafft, zudem gehörten zur Erstausstattung der Bahn vier zweiachsige Personenwagen und ein Post-/Gepäckwagen des schwedischen Herstellers  Arlöf sowie eine Reihe von Güterwagen verschiedener Bauarten.
| Nummer | Name | Bauart    | Achsfolge | Hersteller              | Fabr.-Nr./ Baujahr | Besonderes |
| ------ | ---- | --------- | --------- | ----------------------- | ------------------ | --- |
| 11     |      | Tenderlok | 1 B       | Henschel & Sohn, Kassel | 11.726 1913        | Wasserkasten rechts, Kohlenkasten links, Turbo-Generator für elektrische Zugbeleuchtung, zwischen 1943 und 1947 umgezeichnet in HP 7 (Hjørring Privatbaner)                               |
| 12     |      | Tenderlok | 1 C       | Henschel & Sohn, Kassel | 11.728 1913        | zwei seitliche Rahmenwasserkästen, Turbo-Generator für elektrische Zugbeleuchtung, zwei Ramsbottom-Sicherheitsventile, zwischen 1943 und 1947 umgezeichnet in HP 2 (Hjørring Privatbaner) |
| 13     |      | Tenderlok | 1 B       | Henschel & Sohn, Kassel | 11.727 1913        | Wasserkasten rechts, Kohlenkasten links, Turbo-Generator für elektrische Zugbeleuchtung, Dampfglocke, 1936 für 10.000 Kronen an Randers–Hadsund Jernbane verkauft, dort RHJ 1             |

## Betrieb
In den ersten Jahren arbeitete die Privatbahn mit einem kleinen Überschuss. Von 1919 an gab mit Ausnahme von ein paar Jahren während des Zweiten Weltkrieges nur Verluste. Der Krieg verlängerte die Betriebsjahre der Privatbahn, da bereits 1939 eine Untersuchungskommission vorschlug, dass der Staat seinen Zuschuss zum Bahnbetrieb einstellen solle.
Vodskov–Østervrå Jernbane wurde am 1. April 1950 stillgelegt. Bei der Hauptversammlung der Hjørring Privatbaner (HP) am 5. Januar 1953 wurde beschlossen, dass die Hjørring–Hørby Jernbane ebenfalls eingestellt werden solle. Der Stilllegungsbeschluss wurde am 15. März 1953 umgesetzt.

## Erhaltene Bahnhofsgebäude

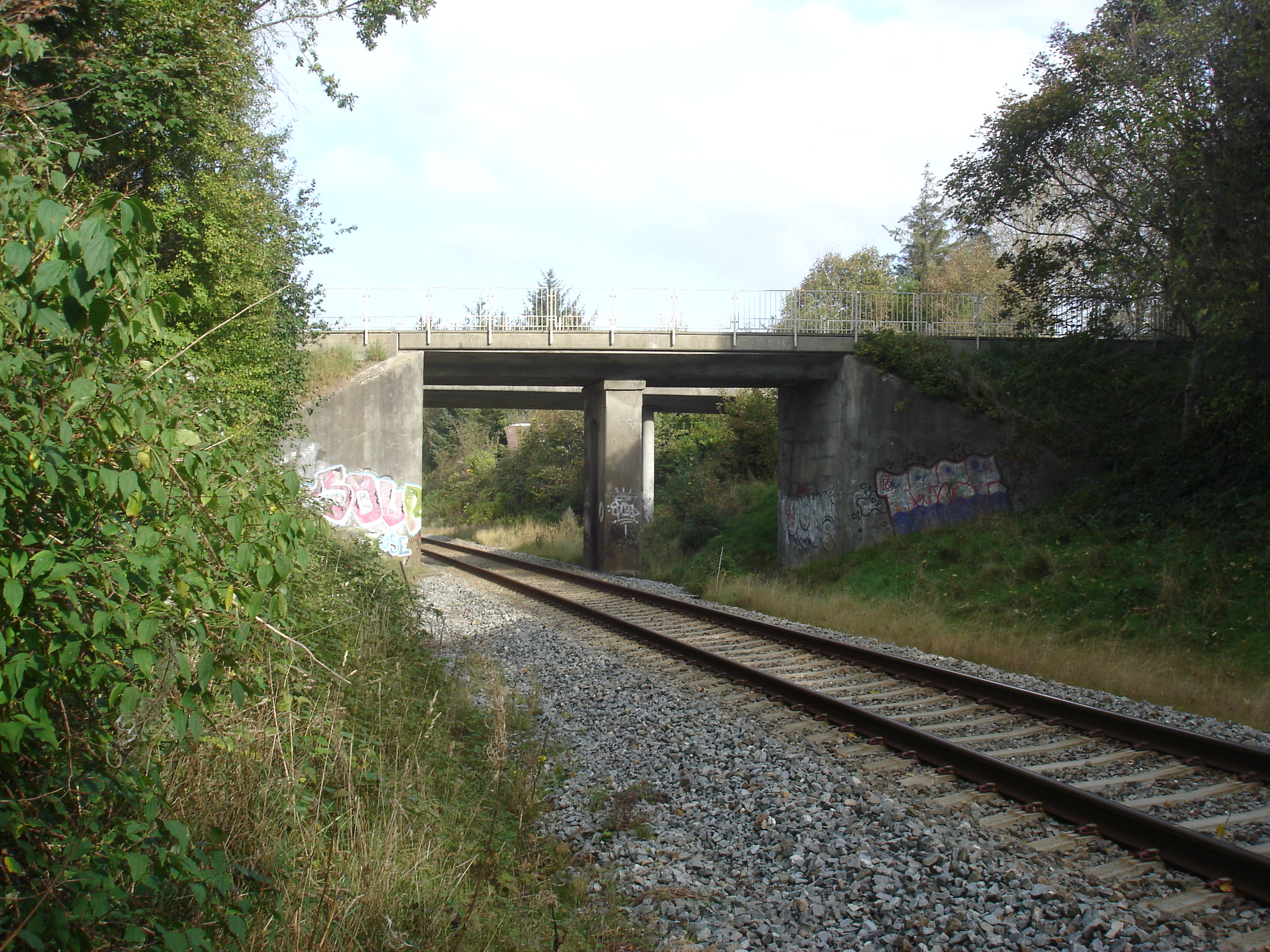
Brücke über Aalborgbanen

Die Bahnhofsgebäude wurden von dem dänischen Architekten Sylvius Knutzen gezeichnet. Mit Ausnahme von Hjørring Vestbanegård sind alle Gebäude (Ilbro, Lørslev, Bøjholm, Tårs, Tranget, Sæsing, Østervrå und Thorshøj) erhalten.

## Erhaltene Bahndammabschnitte
Rund vier Kilometer des ehemaligen Bahndamms sind erhalten geblieben und werden teilweise als Wege genutzt: nördlich des Skyttegården in Hjørring, bei Åstrup Møllebæk in Hjørring, bei der Bagterp Plantage hinter dem Pfadfinderhaus, die Brücke über die Aalborgbane, in Tårs zwischen Søparken und Lindely und am Risdalvej sowie zwischen Tranget und Sæsing und westlich des Ortes Sæsing.